# Botho zu Eulenburg
Botho Wendt August, Conte di Eulenburg (Wicken/Bartenstein, 31 luglio 1831 – Berlino, 5 febbraio 1912), è stato un nobiluomo e politico prussiano.

## I primi anni
Eulenburg nacque a Wicken, vicino a Bartenstein, dal conte Botho Heinrich zu Eulenburg (1804 - 1879) e dalla contessa Therese Johanne Charlotte zu Eulenburg (nata von Dönhoff) (1806 - 1882). Dopo avere studiato giurisprudenza presso le università di Königsberg e di Bonn, occupò alti incarichi nell'amministrazione prussiana e tedesca, a Wiesbaden (1869-1872), a Metz, dove fu presidente del dipartimento della Lorena (1872-1873) e ad Hannover (1873-1878), dove fu governatore della provincia.
Nel marzo 1878 succedette a suo cugino di primo grado, Friedrich Albrecht zu Eulenburg, nel ruolo di Ministro degli Interni della Prussia, prestando servizio sotto Otto von Bismarck. Nel periodo in cui rimase in carica promulgò una serie di repressive leggi antisocialiste. Dal 1881 al 1892, poi, fu presidente della provincia d'Assia-Nassau.

## Ministro presidente della Prussia
Nel 1892 fu nominato Ministro presidente della Prussia, succedendo a Leo von Caprivi, il quale rimase tuttavia Cancelliere del Reich tedesco. Sebbene fosse stato Caprivi a raccomandare Eulenburg per tale incarico, il nuovo Ministro presidente non agevolò però in alcun modo il Cancelliere, tanto che quest'ultimo si trovò più volte costretto a sollecitare la sua rimozione. Ma nel 1894 sia Caprivi che Eulenburg vennero sollevati dai propri incarichi per volontà di Guglielmo II di Germania.
Dal 1899 fino alla sua morte, Botho zu Eulenburg fu membro della Camera dei signori prussiana.
Morì a Berlino nel 1912 e venne sepolto nel cimitero I della chiesa della Trinità di Berlino-Kreuzberg (Dreifaltigkeitsfriedhof I).